# Дхармасрая
Дхармасрая (индон. Dharmasraya) — округ в составе провинции Западная Суматра. Административный центр — город Пулау-Пунджунг.

## География
Площадь округа — 2 961,13 км². На западе граничит с округами Солок, Южный Солок и Сиджунджунг, на востоке — с территорий провинции Джамби, на севере — с территорией провинции Риау.

## Население
Согласно переписи 2010 года, на территории округа проживало 191 422 человека. В национальном составе преобладают яванцы, а также представители народности минангкабау.

## Административное деление
Территория округа Дхармасрая административно подразделяется на 4 района (kecamatan), которые в свою очередь делятся на 109 сельских поселений (kelurahan).

Районы в составе округа:
- Кото-Бару
- Пулау-Пунджунг
- Ситиунг
- Сунгай-Румбай